# Amblyscarta carminata
Amblyscarta carminata är en insektsart. Amblyscarta carminata ingår i släktet Amblyscarta och familjen dvärgstritar. Utöver nominatformen finns också underarten A. c. melanopyrrha.